# Motz
Motz é uma comuna francesa na região administrativa de Auvérnia-Ródano-Alpes, no departamento de Saboia. Estende-se por uma área de 9,04 km². Em 2010 a comuna tinha 441 habitantes (densidade: 48,8 hab./km²).